# Kliczkowski
Kliczkowski – kaszubski herb szlachecki, znany z jedynego wizerunku pieczętnego.

## Opis herbu
Opis z wykorzystaniem zasad blazonowania, zaproponowanych przez Alfreda Znamierowskiego:
W polu półksiężyc pod którym figura wyobrażająca prawdopodobnie stylizowaną różę.

## Najwcześniejsze wzmianki
Pieczęć Jana Kliczkowskiego z 1570.

## Rodzina Kliczkowskich
Bardzo drobna szlachta wywodząca się ze wsi Kliczkowy. Pierwsza wzmianka z 1570 (Marcin Kliczkowski, Jan Kliczkowski, Grzegorz Kliczkowski, Maciej Kliczkowski, Maciej Ossowski-Kliczkowski, Staszek Krucha, Szymon Zarapaty, Wojtek Kundel, Szymon Grundel, Maciej Msik, Wojtek Dzięcioł). Wszystkie nazwiska inne niż Kliczkowski występowały później jako przydomki Kliczkowskich. Kolejna wzmianka z 1682 (Andrzej i Jan Kliczkowscy). W XVIII wieku posiadali jeszcze działy we wsiach Stawiska (Maciej i Józef Kot-Kliczkowski) i Osowo (Maciej Kot-Kliczkowski).

## Herbowni
Kliczkowski (Kliskowski, błędnie Szliskowski i Kluczewski). Rodzina używała licznych przydomków: Dzięcioł, Grundel, Kork, Kot i Kotek, Kruch, Kundel, Maszk, Mężyk, Mszyk, Ryndel, Uszyk, Zarpata.
Polskie herbarze przypisywały Kliczkowskim z Kaszub herbu Prus I i Pilawa. Jest to prawdopodobnie błąd wynikający z pomylenia rodzin tego nazwiska mieszkających w Koronie (krakowskie i Mazowsze), z kaszubskimi niemającymi nic wspólnego. Jeden z przedstawicieli rodziny, Jerzy Ossowski-Kliczkowski, odcisnął w 1570 roku pieczęć z herbem Leliwa. Podjerzewa się, że mógł on być protoplastą Kliczkowskich herbu Leliwa, będących gałęzią Ossowskich.